# Mihály Dömötör
Mihály Dömötör (* 1. Oktober 1875 in Binóc, Königreich Ungarn; † 2. Februar 1962 in Fajsz, Ungarn) war ein ungarischer Anwalt und Politiker. 

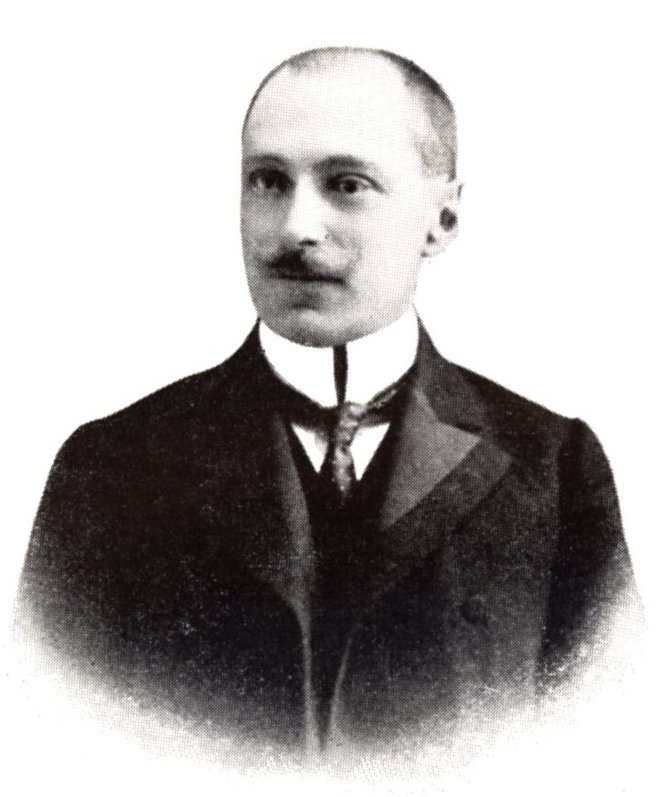
Mihály Dömötör (1905)

## Leben
Seine Schulbildung erwarb er in Nagyszombat und studierte anschließend auf der Universität  Budapest. Seit dem Jahre 1903 arbeitete er als Rechtsanwalt.
Bei den Wahlen des Jahres 1905 kandidierte er im Wahlkreise Bazin für die Katholische Volkspartei und veröffentlichte bis 1910 mehrere Arbeiten über rechtliche Fragen. Bis 1918 gehörte er der KVP an. 
Während der Ungarischen Räterepublik hatte er in konservativen Gegenregierungen verschiedene Ministerämter inne, so beispielsweise das des Bildungsministers. 
Da er bei den Wahlen 1922 kein Mandat für den Wahlkreis Kapuvár mehr erlangte, zog er sich aus der Politik zurück und ging seiner Arbeit als Anwalt nach.